# Administration spatiale nationale chinoise
L’Administration spatiale nationale chinoise (en chinois : 国家航天局 ; pinyin : guójiā hángtiān jú ; litt. « Agence spatiale nationale chinoise » ; abrégé CNSA en anglais pour China National Space Administration) est l’une des agence spatiales responsable du programme spatial de la Chine. La CNSA est avant tout une agence administrative chargée de superviser la politique spatiale du pays et de le représenter à l'international, ainsi contrairement à la NASA elle ne gère pas ses propres installations et centres de recherche.
La CNSA supervise en particulier les missions robotiques du Programme chinois d'exploration lunaire Chang'e (CLEP) et le programme Exploration planétaire de Chine Tianwen (PEC). En revanche les missions spatiales habitées sont exclusivement du ressort de l'Agence chinoise des vols spatiaux habités (CMSA), et pas de la CNSA. De même, la conception, le développement, la construction, et le contrôle des opérations des missions spatiales dépendent de la Société de sciences et technologies aérospatiales de Chine (CASC).

## Historique
Le programme spatial chinois existe depuis 1956 mais à ses débuts aucune agence spatiale n'est créée. Les réformes de Deng Xiaoping du début des années 1980 touchent l'organisation de l'industrie de la défense responsable jusque-là du domaine aérospatial et aboutissent en 1982 à la création d'un ministère de l'Industrie spatiale transformé à compter de 1988 en ministère de l'industrie aérospatiale pour augmenter la synergie entre les industries aéronautiques et spatiales. La mise en place de l'« économie socialiste de marché » par le nouveau dirigeant chinois Jiang Zemin en 1993 a également un impact sur l'industrie spatiale. Dans le souci d'une plus grande efficacité, deux nouvelles entités remplacent à compter du 22 avril 1993 le ministère. L'Administration spatiale nationale chinoise est chargée de définir, à l'image des agences spatiales étrangères, la stratégie spatiale de la Chine. La CASC est chargée du développement des missions. En 1998, la CASC est éclatée en plusieurs sociétés qui sont toutes détenues par l’État mais gérées de manière autonome.
Le 1er octobre 2020, la CNSA publie la première photo selfie de la sonde Tianwen-1 en orbite. En mars 2021, la CNSA et l'agence spatiale russe Roscosmos signent un accord de partenariat pour construire ensemble une station lunaire, un projet concurrent au Lunar Gateway de la NASA.

## Organisation
La CNSA est rattachée à l'Administration d'État pour la Science, la Technologie et l'Industrie de la Défense nationale (SASTIND) qui remplace depuis la réorganisation de 2008 la COSTIND et exerce également la tutelle des industries spatiales chinoises détenues par l'État.
L'Administration spatiale nationale chinoise définit la politique spatiale nationale, gère la coopération internationale et met en œuvre les orientations du gouvernement chinois. Elle comprend trois départements : ingénierie des systèmes (développement et planification de l’industrie spatiale, fabrication et essais des systèmes spatiaux) ; science, technologie et contrôle qualité (coordination des activités de recherche, contrôle qualité, métrologie, standardisation des sciences et technologies spatiales) ; affaires internationales. L'agence spatiale chinoise est membre de l'Organisation de coopération spatiale Asie-Pacifique, opérationnelle depuis 2008.

### Centres affiliés
- Centre d'exploration lunaire et d'ingénierie spatiale[3]
- Centre d'observation de la Terre et de données
- Centre de démonstration de télédétection spatiale
- Centre d'information et de publicité
- Centre de surveillance et d'application des débris spatiaux
- Centre d'intégration et de test d'assemblage de satellites
- Centre de droit spatial

### Membre de[Quoi ?]
- Société chinoise d'astronautique[3]
- Association chinoise d'application de la télédétection
- Société chinoise de droit spatial
- Fondation spatiale chinoise

## Administrateurs
- 1993 : Liu Jiyuan
- 1998 : Luan Enjie
- 2004 : Sun Laiyan
- 2010 : Chen Qiufa (en)
- 2013 (mars) : Ma Xingrui (en)
- 2013 (décembre) : Xu Dazhe (en)
- 2017 : Tang Dengjie (en)
- 2018 : Zhang Kejian
- 2025 : Shan Zhongde